# 伊万·丰多拉
伊万·丰多拉（西班牙語：Iván Fundora，1976年4月14日—），古巴男子摔跤运动员。他曾代表古巴参加2004年和2008年夏季奥林匹克运动会摔跤比赛，其中2004年奥运会获得一枚铜牌。